# Positionssteuerung
Die Positionssteuerung (auch Positioniersteuerung) wird in der Automatisierungstechnik eingesetzt, um eine oder mehrere Achsen einer Maschine zu verstellen und zu überwachen. Sie steuert den Positioniervorgang von einer Position zur anderen Position oder eine Folge von Positioniervorgängen nach einem Wegschema. Dabei wird die nächste Bewegung erst gestartet, wenn eine Achse die Zielposition mit einer bestimmten Toleranz erreicht hat. Deshalb wird sie auch Wegprogramm-Steuerung genannt.
Die Positionssteuerung berechnet aus den vorgegebenen Positionen unter Einhaltung von Geschwindigkeit, Beschleunigung und Ruck der beteiligten Achsen kontinuierlich Positions- oder Geschwindigkeitssollwerte für die nachgeschalteten Stellglieder. Die elektrischen, pneumatischen oder hydraulischen Stellglieder bewegen die Maschinenachsen und sind oft mit einem Kaskadenregelkreis geregelt. 
Um die Positions- bzw. Lageistwerte der Achsen zu erfassen hat eine Positionssteuerung schnelle Zählereingänge für Inkrementalgeber oder austauschbare Schnittstellen für andere Lage-, Drehzahl- oder Beschleunigungssensoren. Für den Referenzpunkt oder die Endlagenschalter der Achse hat sie Eingänge die schnell verarbeitet werden können. Daneben kann eine Positionssteuerung umfangreiche Zusatzfunktionen zum Empfang, zur Generierung  und Verarbeitung  von Meldungen, zur Aufbereitung von Positionswerten, zur Kontrolle der Verfahrbereichsgrenzen, zur Bildung von Steuersignalen und Vorsteuersignalen enthalten.
Positioniersteuerungen können eigenständige Geräte sein, als Hardware- oder Softwarebaustein einer SPS realisiert, oder in der Steuersoftware von Stellantrieben bzw. Antriebsreglern integriert sein.
Es gibt folgende Arten der Positionierung:
- Punktsteuerung: Hier ist nur wichtig, dass die Positionen erreicht werden. Der Weg dorthin ist Nebensache. Der Rechenaufwand ist wesentlich geringer als bei der Bahnsteuerung. Sie wird z. B. beim Punktschweißen oder beim Bestücken von Leiterplatten verwendet.

- Bahnsteuerung: Die Positionen müssen mit bestimmter Geschwindigkeit auf genau vorgegebenem Weg erreicht werden. Dabei berechnet die Positionssteuerung bestimmte Geschwindigkeitsprofile für jede Achse. Sie werden beim Bahnschweißen oder bei CNC-Maschinen eingesetzt.